# Karakoram Highway
Karakoram Highway (KKH) er den højeste asfalterede, internationale vej i verden. Den forbinder Kina med Pakistan gennem Karakoram-bjergkæden, og i Khunjerab-passet når den en højde på 4.693 m højde (nyligt bekræftet), hvilket endvidere gør den til den klart højest beliggende vej i verden, der krydser en grænse.
Highwayen, der forbinder Nordpakistan med den ældgamle Silkevej, er omkring 1.200 km og går fra Kashgar i den kinesiske Xinjiang-region til Havelian i Abbottabad-distriktet i Pakistan. En forlængelse af highwayen møder Grand Trunk Road ved Hasan Abdal vest for Islamabad i Pakistan.

## Turisme
I de senere år er KKH blevet et populært mål for oplevelsesrejser. Vejen giver bjergbestigere lettere adgang til mange bjerge, gletsjere og søer i området. Karakoram Highway passerer Gilgit og er ikke langt fra Skardu på vejen fra Islamabad. Disse to byer er betydende samlingspunkter for bjergbestigningsekspeditioner i det nordlige Pakistan.
Terrorangrebet den 11. september 2001 har som sideeffekt reduceret turiststrømmen på denne vej, da Pakistan blev betragtet som forbudt område i perioden efter angrebet. På det seneste er turister fra især ikke-engelsktalende lande (herunder ikke mindst fra Europa) dog igen begyndt at besøge området. Britiske og amerikanske turister undgår dog for det meste fortsat området på grund af lokalbefolkningens fortsatte (ganske vist ikke udbredte) negative følelser imod dem.

### Bjerge og gletsjere
Karakoram Highway er vejen for ekspeditioner til stort set alle bjergtoppe i det nordlige Pakistan samt adskillige toppe i Xinjiang i Kina. I disse områder findes nogle af verdens allerstørste gletsjere som Baltoro-gletsjeren. Fem af verdens bjerge på over 8.000 m findes i Pakistan og har adgang på en eller anden måde fra Karakoram Highway. Blandt bjergtoppene kan nævnes:
- K2 på grænsen mellem Kina og Pakistan, verdens næsthøjeste bjerg på 8.611 m
- Nanga Parbat i Pakistan, verdens 9. højeste bjerg på 8.125 m
- Gasherbrum I på grænsen mellem Kina og Pakistan, verdens 11. højeste bjerg på 8.080 m
- Broad Peak på grænsen mellem Kina og Pakistan, verdens 12. højeste bjerg på 8.047 m
- Gasherbrum II-IV i Pakistan, tre toppe rangeret mellem 13. og 17. højeste med 8.035 m – 7.932 m
- MusherBrum (K1) i Pakistan, verdens 22. højeste bjerg på 7.821 m
- Muztagh Ata i Kina på 7.546 m
- Kongur Tagh i Kina på 7.719 m

### Søer
Adskillige søer kan også nås via Karakoram Highway:
- Karkul i Xinjiang i Kina
- Sheosar på Deosai-sletten i Pakistan
- Satpara ved Skardu i Pakistan
- Shangrila ved Skardu i Pakistan
- Rama ved Astore i Pakistan

### Deosai-sletten
Deosai-sletten, som er den næsthøjest beliggende slette i verden med 4.115 m, findes syd for Skardu og i det østlige af Astore-dalen. Sletten omfatter et areal på 3.000 km². Området blev udnævnt til Deosai Nationalpark i 1993.

### Klippeudsmykninger og indgraveringer
Der er fundet mere end 20.000 selvstændige klippeudsmykninger og indgraveringer (helleristninger) i omegnen af Karakoram Highway i det nordlige Pakistan, koncentreret om ti større steder mellem Hunza og Shatial. Udskæringerne er lavet af forskellige indtrængende, handelsfolk og pilgrimme, der har fulgt handelsruten, samt af de lokale beboere. De tidligst daterede stammer fra mellem 5000 f.Kr. og 1000 f.Kr. og viser dyr, trekantede mennesker og jagtscener, hvor dyrene er større end jægerne. Disse indgraveringer blev hakket ind i klipperne med stenredskaber og er tydeligt mærket af tidens gang.
Arkæologen Karl Jettmar har stykket historien om området sammen ud fra forskellige inskriptioner og registreret sine fund i Rockcarvings and Inscriptions in the Northern Areas of Pakistan og senere Between Gandhara and the Silk Roads – Rock Carvings Along the Karakoram Highway.

## Offentlig trafik
I marts 2006 blev det af de berørte regeringer bekendtgjort, at med start fra 1. juni 2006 ville en busrute med daglige afgange blive etableret. Denne går mellem Gilgit i Pakistan og Kashgar i Kina, og i samme forbindelse starter arbejdet med udvidelse af vejen på en strækning af 600 km af vejen.

## Vejr
Det er bedst at rejse ad Karakoram Highway i foråret eller tidligt efterår. Store snemængder i strenge vintre kan lukke vejen i længere perioder. Heftig monsunregn i juli-august kan ind imellem forårsage større jordskred og derved blokere vejen i timevis eller længere. Grænsen mellem Kina og Pakistan i Khunjerab-passet er kun åbent i perioden 1. maj – 15. oktober.

## Historie
Karakoram Highway blev etableret af de pakistanske og kinesiske regeringer og stod færdig i 1978 efter omkring tyve års arbejde. Adskillige hundreder af pakistanske og kinesiske arbejdere mistede livet under arbejdet, flest på grund af jordskred og faldulykker, mens de arbejdede på vejen. KKH er lavet, så den følger en af den gamle Silkevejs mange ruter.
På pakistansk side blev vejen bygget af FWO (Frontier Works Organization), som gjorde brug af den pakistanske hærs ingeniørkorps, som nu arbejder på at dokumentere det store projekt. Dette gøres af den pensionerede brigadegeneral Muhammad Mumtaz Khalid, som var med under planlægningen og konstruktionen af Karakoram Highway.
På grund af den yderst følsomme situation i forbindelse med Kashmir-konflikten mellem Indien og Pakistan har Karakoram Highway stor strategisk og militær betydning.